# Lijst van Billy the Kidfilms
Het personage Billy the Kid heeft in vele films gespeeld en is vertolkt door verschillende acteurs.
In de onderstaande tabel staan films die gebaseerd zijn op (het leven van) Billy the Kid, maar ook films waarin hij slechts kort voorkomt en ook waarin hij wordt genoemd en personages die op hem zijn gebaseerd.
| Jaartal | Naam film                          | Regisseur          |
| ------- | ---------------------------------- | ------------------ |
| 1911    | Billy the Kid                      | Laurence Trimble   |
| 1916    | Billy the Bandit                   | John Steppling     |
| 1930    | Billy the Kid                      | King Vidor         |
| 1938    | Billy the Kid Returns              | Joseph Kane        |
| 1940    | Billy the Kid Outlawes             | Peter Stewart      |
| 1940    | Billy the Kid in Texas             | Peter Stewart      |
| 1940    | Billy the Kid's Gun Justice        | Peter Stewart      |
| 1941    | Billy the Kid's Range War          | Peter Stewart      |
| 1941    | Billy the Kid's Fighting Pals      | Sherman Scott      |
| 1941    | Billy the Kid                      | David Miller       |
| 1941    | Billy the Kid in Sante Fe          | Sherman Scott      |
| 1941    | Billy the Kid Wanted               | Sherman Scott      |
| 1941    | Billy the Kid's Round Up           | Sherman Scott      |
| 1942    | Billy the Kid Trapped              | Sherman Scott      |
| 1942    | Billy the Kid's Smoking Guns       | Sherman Scott      |
| 1942    | Billy the Kid in Law and Order     | Sherman Scott      |
| 1942    | Sheriff of Sage Valley             | Sherman Scott      |
| 1942    | West of Tombstone                  | Howard Bretherton  |
| 1942    | The Mysterious Rider               | Sherman Scott      |
| 1943    | The Kid Rides Again                | Sherman Scott      |
| 1943    | The Outlaw                         | Howard Hughes      |
| 1943    | Fugitive of the Plains             | Sam Newfield       |
| 1943    | Western Cyclone                    | Sam Newfield       |
| 1943    | The Renegade                       | Sam Newfield       |
| 1943    | Cattle Stampede                    | Sam Newfield       |
| 1943    | Blazing Frontier                   | Sam Newfield       |
| 1946    | Alias Billy the Kid                | Thomas Carr        |
| 1948    | Four Faces West                    | Alfred E. Green    |
| 1949    | Son of Billy the Kid               | Ray Taylor         |
| 1950    | The Kid from Texas                 | Kurt Neulmann      |
| 1950    | I Shot Billy the Kid               | William Berke      |
| 1952    | Captive of Billy the Kid           | Fred C. Bannon     |
| 1954    | The Law vs. Billy the Kid          | William Castle     |
| 1954    | The Boy from Oklahoma              | Michael Curtiz     |
| 1955    | Strange Lady in Town               | Mervyn LeRoy       |
| 1955    | The Death of Billy the Kid         | Gore Vidal         |
| 1956    | Last of the Desperado's            | Sam Newfield       |
| 1957    | The Parson and the Outlaw          | Oliver Drake       |
| 1958    | Badman's Country                   | Fred S. Sears      |
| 1958    | The Left Handed Gun                | Arthur Penn        |
| 1961    | One-Eye Jacks                      | Marlon Brando      |
| 1966    | Billy the Kid vs. Dracula          | William Beuadine   |
| 1970    | Chisum                             | Andrew V. McLaglen |
| 1972    | Dirty Little Billy                 | Stan Dragoti       |
| 1973    | Pat Garrett and Billy the Kid      | Sam Peckinpah      |
| 1978    | Go West, Young Girl                | Alan J. Levi       |
| 1988    | Young Guns                         | Christopher Caine  |
| 1989    | Bill and Ted's Excellent Adventure | Stephen Herek      |
| 1989    | Gore Vidal's Billy the Kid         | William A. Graham  |
| 1990    | Young Guns II                      | Geoff Murphy       |
| 1999    | Purgatory                          | Ulrich Edel        |
| 2021    | Old Henry                          | Potsy Ponciroli.   |